# Bahía Yendegaia
Bahía Yendegaia är en vik i Chile.   Den ligger i regionen Región de Magallanes y de la Antártica Chilena, i den södra delen av landet, 2 400 km söder om huvudstaden Santiago de Chile.
Trakten runt Bahía Yendegaia är nära nog obefolkad, med mindre än två invånare per kvadratkilometer.